# Rožnov pod Radhoštěm
Rožnov pod Radhoštěm (en allemand : Rosenau unter dem Radhoscht) est une ville du district de Vsetín, dans la région de Zlín, en Tchéquie. Sa population s'élevait à 16 205 habitants en 2023.

## Géographie
Rožnov pod Radhoštěm est arrosée par la Rožnovská Bečva et se trouve à 18 km au nord-est de Vsetin, à 44 km au nord-est de Zlín, à 116 km à l'est-nord-est de Brno et à 276 km à l'est-sud-est de Prague.

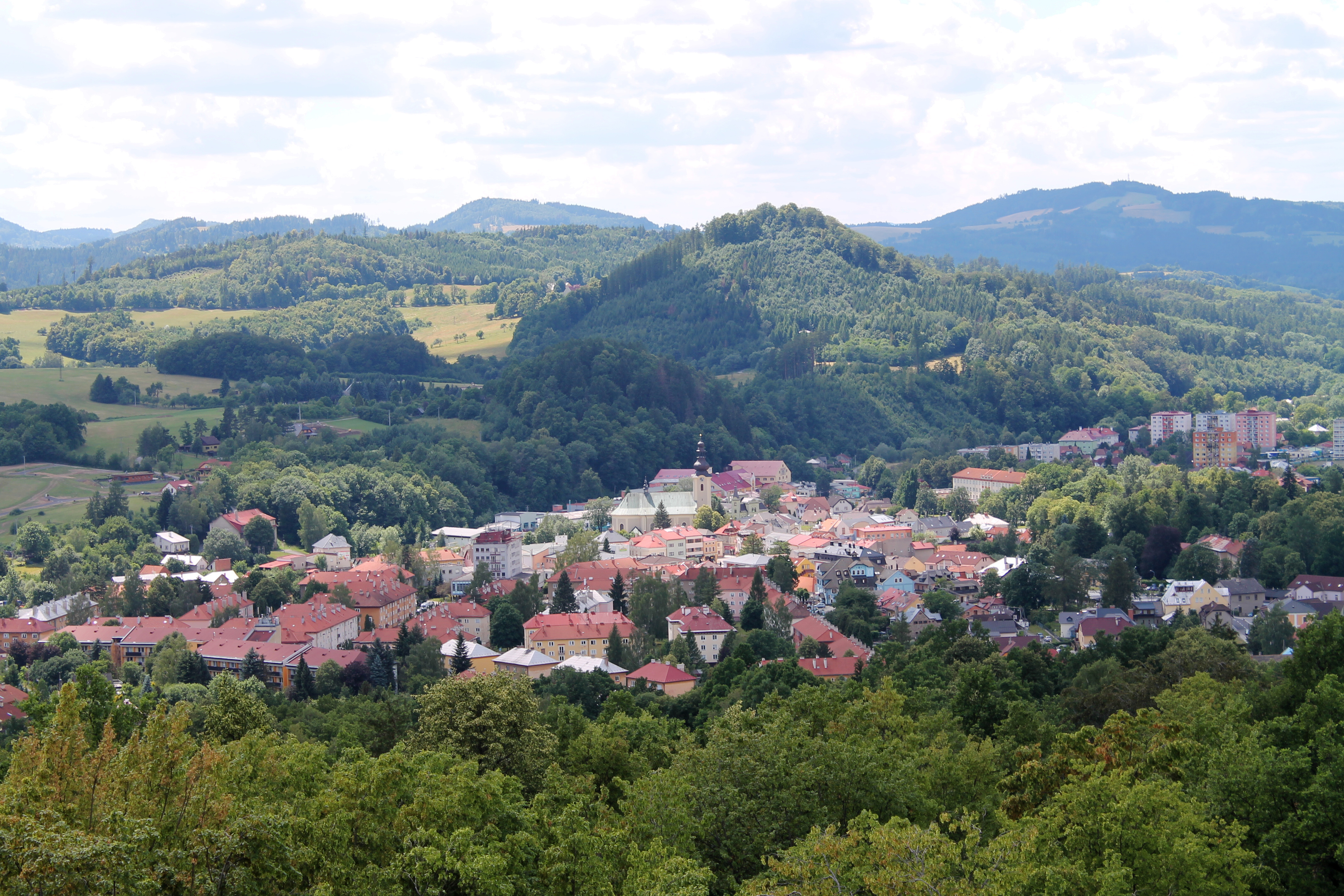
Rožnov pod Radhoštěm : vue générale.

La commune est limitée par Veřovice et Trojanovice au nord, par Dolní Bečva et Vigantice à l'est, par Zubří à l'est, par Hutisko-Solanec au sud-est, par Valašská Bystřice au sud, et par Vidče et Zubří à l'ouest.

## Histoire
Roznov pod Radhoštěm est mentionné pour la première fois en 1267 dans la charte de son fondateur, l'évêque d'Olomouc, Bruno von Schauenburg.

## Population
Recensements (*) ou estimations de la population de la commune dans ses limites actuelles :
| 1869* | 1880* | 1890* | 1900* | 1910* | 1921* |
| ----- | ----- | ----- | ----- | ----- | ----- |
| 4 415 | 4 207 | 4 076 | 4 140 | 4 240 | 4 178 |

| 1930* | 1950* | 1961* | 1970*  | 1980*  | 1991*  |
| ----- | ----- | ----- | ------ | ------ | ------ |
| 4 772 | 4 928 | 7 671 | 10 885 | 15 468 | 17 727 |

| 2001*  | 2011*  | 2014   | 2015   | 2016   | 2017   |
| ------ | ------ | ------ | ------ | ------ | ------ |
| 17 845 | 16 728 | 16 672 | 16 584 | 16 541 | 16 477 |

| 2018   | 2019   | 2020   | 2021*  | 2022   | 2023   |
| ------ | ------ | ------ | ------ | ------ | ------ |
| 16 469 | 16 420 | 16 398 | 16 005 | 16 077 | 16 205 |

## Galerie

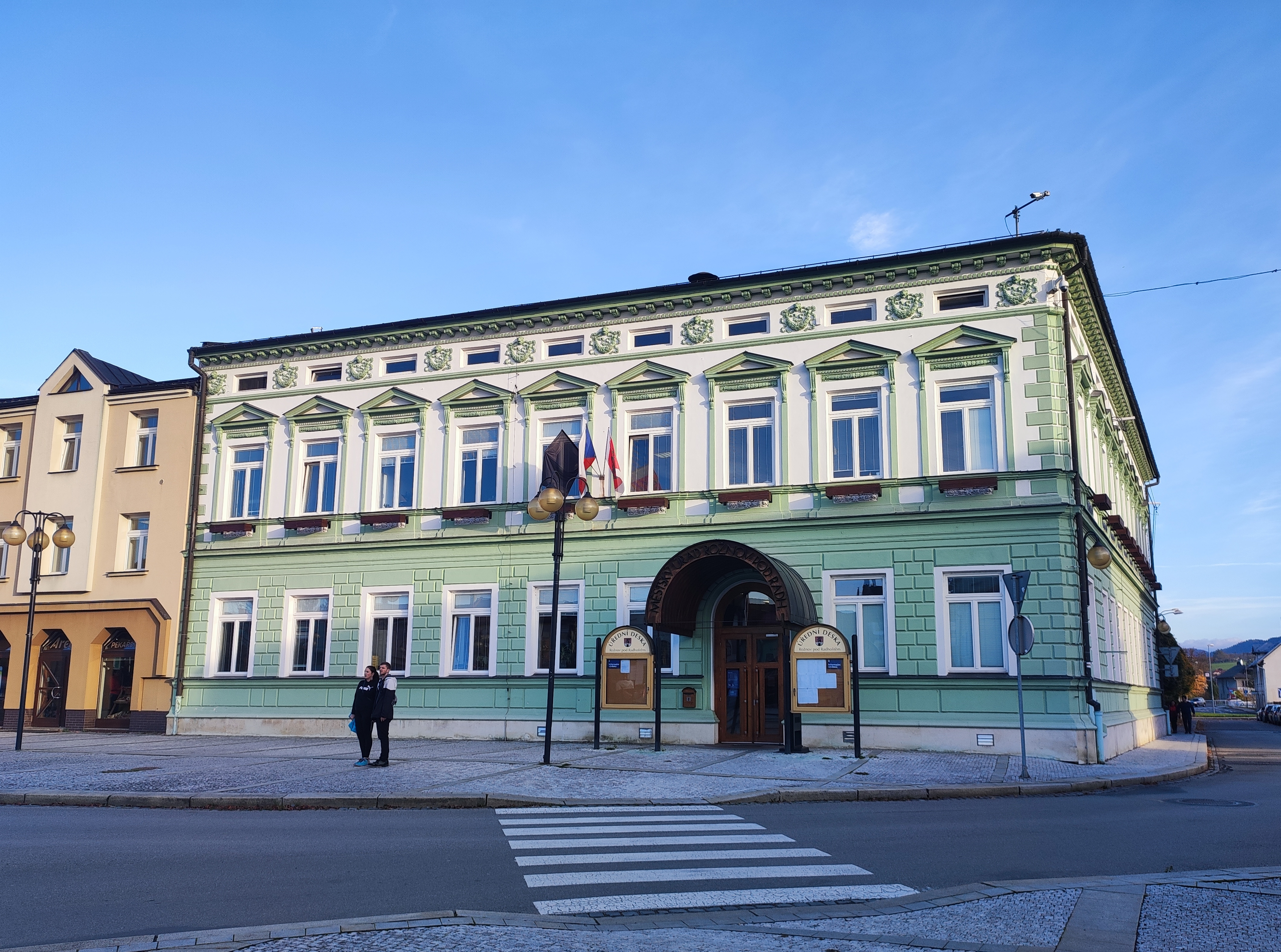
Hôtel de ville.
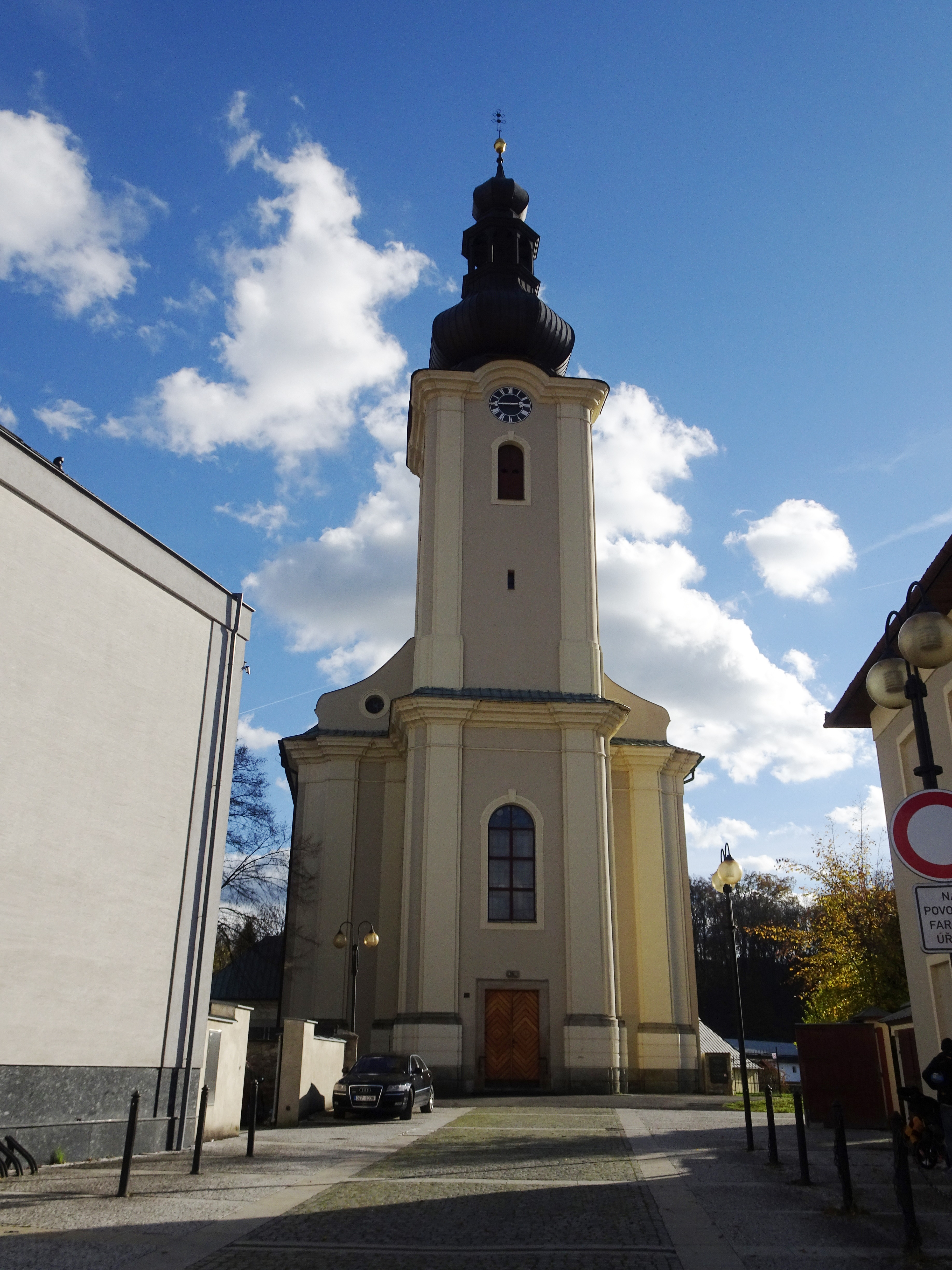
Église de Tous-les-Saints.
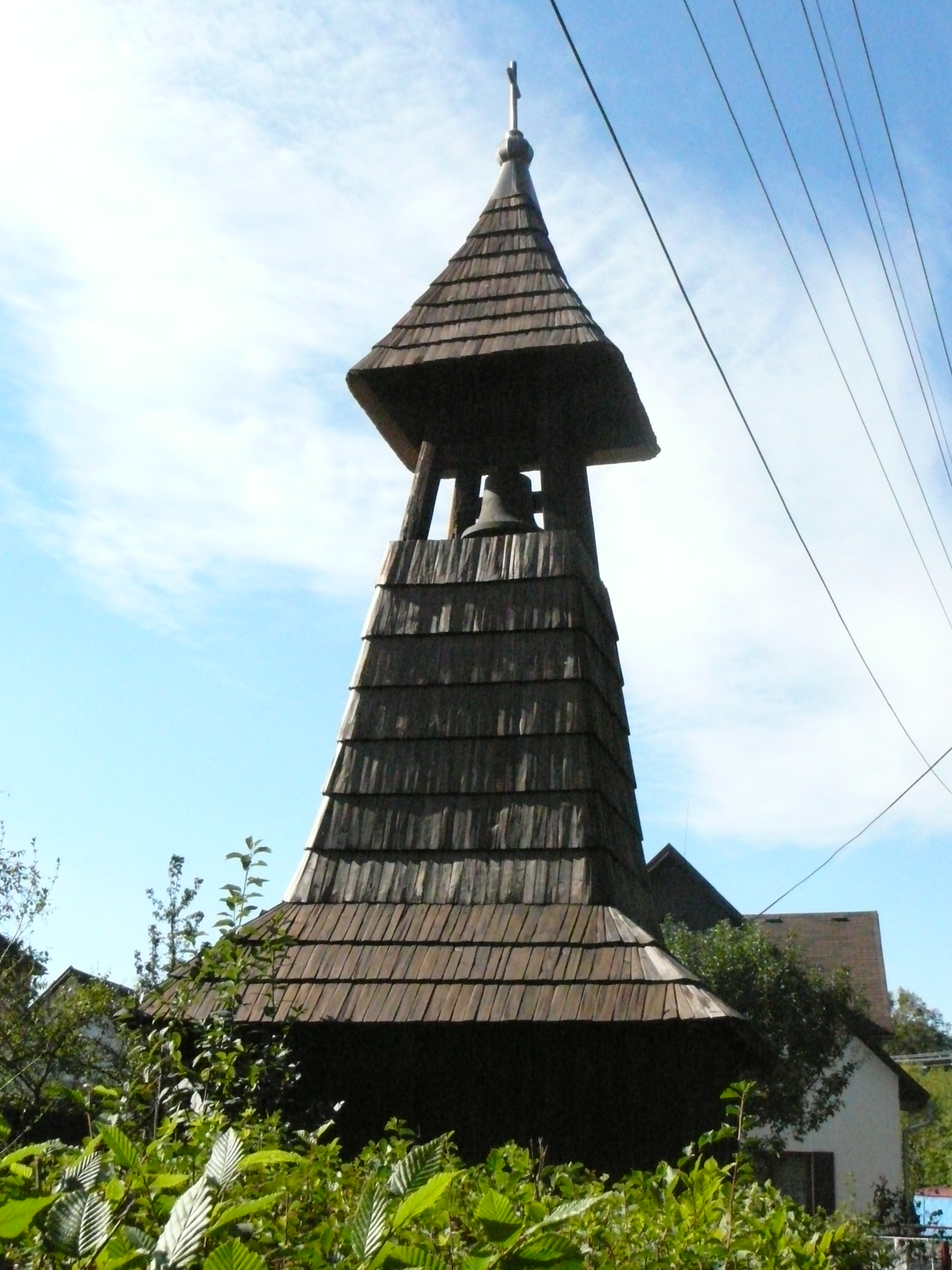
Clocher-tour en bois.

## Transports
Par la route, Rožnov pod Radhoštěm se trouve à 12 km de Frenštát pod Radhoštěm, à 28 km de Vsetín, à 30 km de Nový Jičín, à 58 km d'Ostrava, à 59 km de Zlín et à 355 km de Prague.

## Jumelages
- Považská Bystrica (Slovaquie) ;
- Śrem (Pologne) ;
- Bergen (Allemagne).